# Parafia św. Bartłomieja w Kłodzie
Parafia Świętego Bartłomieja w Kłodzie – parafia rzymskokatolicka we wsi Kłoda, należąca do dekanatu Głogów – NMP Królowej Polski diecezji zielonogórsko-gorzowskiej, metropolii szczecińsko-kamieńskiej w Polsce, erygowana w 1366. Mieści się pod numerem 18.
Od 1 sierpnia 2022 funkcję proboszcza sprawuje ks. Jan Krawczyk, który rezyduje w parafii św. Jana Chrzciciela w Kurowie Wielkim.